# Rosario Soler
Rosario Soler, alias La Patita (Málaga, 16 de agosto de 1879-Málaga, 22 de noviembre de 1944), fue una actriz y cantante española.

## Biografía

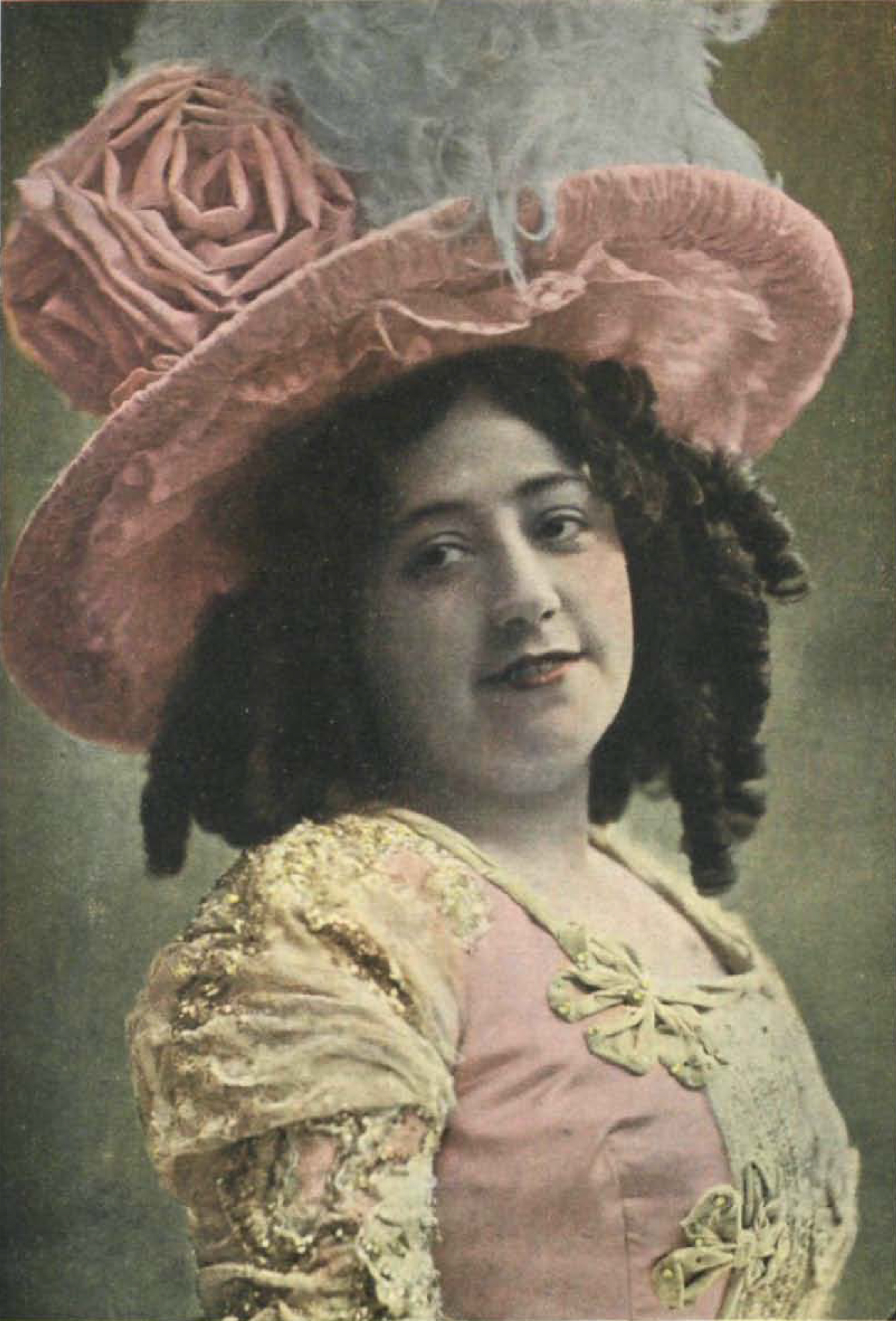
Fotografiada por Franzen como primera tiple del Apolo en La muñeca ideal (1908)

De nombre completo «Rosario Illescas Sánchez», nació en Málaga el 16 de agosto de 1879, en el barrio de la Victoria. Inició su carrera en el Teatro Vital Aza de Málaga desde una edad muy temprana. A los dieciséis años se trasladó a Madrid para actuar en teatrillos de la capital y debutó en el Príncipe Alfonso en 1896. Ese mismo año viajó a México y triunfó en el Teatro Principal con La marcha de Cádiz, el público tandófilo le otorgó el sobrenombre de La Patita. 
Tras su paso por La Habana en el Teatro Payret en 1901 se estableció en Milán para cursar estudios de canto. Regresó a España en 1903, donde inició una intensa carrera en los escenarios del Tívoli, el Eslava, Novedades, Vital Aza y Teatro de la Zarzuela, destacando sus interpretaciones del Mozo Crúo y La Revoltosa, entre otras. 
En 1907 entró como primera tiple del Apolo, «la catedral de la zarzuela», donde la niña mimada logra relevantes triunfos como el de la zarzuela Las bribonas. En 1910, pocos meses antes de finalizar su temporada en el Apolo, renunció y se marchó al Gran Teatro e hizo sus dos últimos estrenos en España: El poeta de la vida y El país de las Hadas. En septiembre de este mismo año se marchó a México triunfando nuevamente con el estreno de estas dos obras del maestro Calleja. 
Tras diez años entre México, New York y La Habana, regresó a España en 1923 y volvió a ser protagonista en la escena madrileña con su magistral interpretación de la zarzuela El niño judío en el teatro Price.
Se retiró a vivir a Niza. En 1931 fijó residencia en Málaga, su tierra natal, y realizó contadas actuaciones de carácter benéfico. Falleció en esta ciudad a los sesenta y cinco años de edad, el 22 de noviembre de 1944.